# Patiriella paradoxa
Patiriella paradoxa is een zeester uit de familie Asterinidae.
De wetenschappelijke naam van de soort werd in 1997 gepubliceerd door Campbell & Rowe.